# Velodromo Mainetti
Il velodromo Mainetti è un velodromo di Castelgomberto, in provincia di Vicenza.
Costruito nel 1967 dall'omonima ditta produttrice di attaccapanni, è di proprietà del Comune di Castelgomberto anche se la Mainetti S.p.A. detiene una convenzione, oltre che finanziare una squadra ciclistica che in passato è stata anche professionistica e ha partecipato al Giro d'Italia.
Il velodromo è lungo 287 m e ha una superficie in asfalto; recentemente sono stati effettuati interventi sul manto chiudendo con cemento alcune crepe che si erano formate. I lavori di manutenzione tuttavia non rendono oggi praticabile la pista, rovinata in più punti.
Il velodromo Mainetti appartiene alla fascia D, ossia avviamento alla pista nella classificazione dei velodromi italiani.